# Lieve Pietersz Verschuier

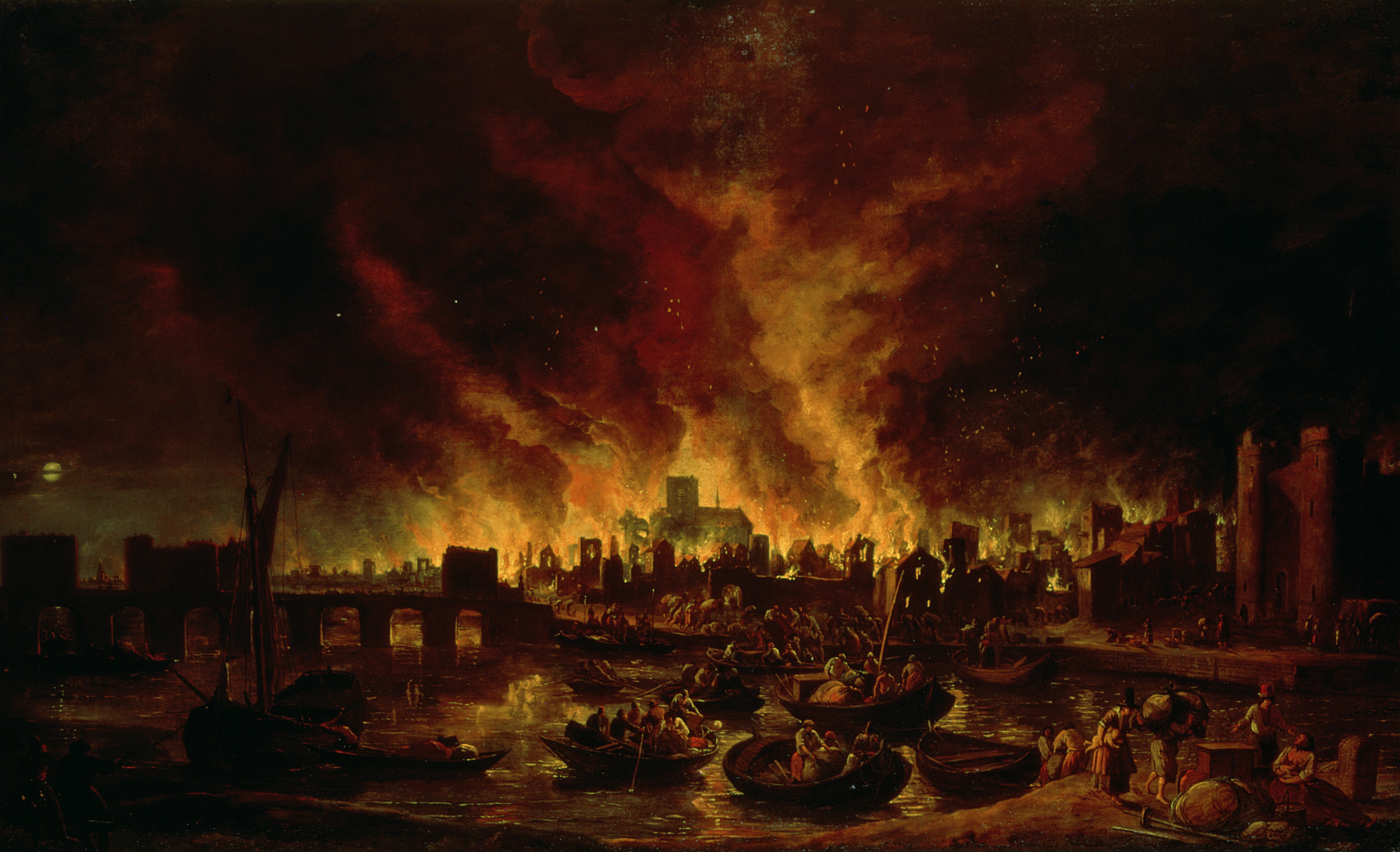
O grande incêndio de Londres (1666), por Lieve Verschuier.

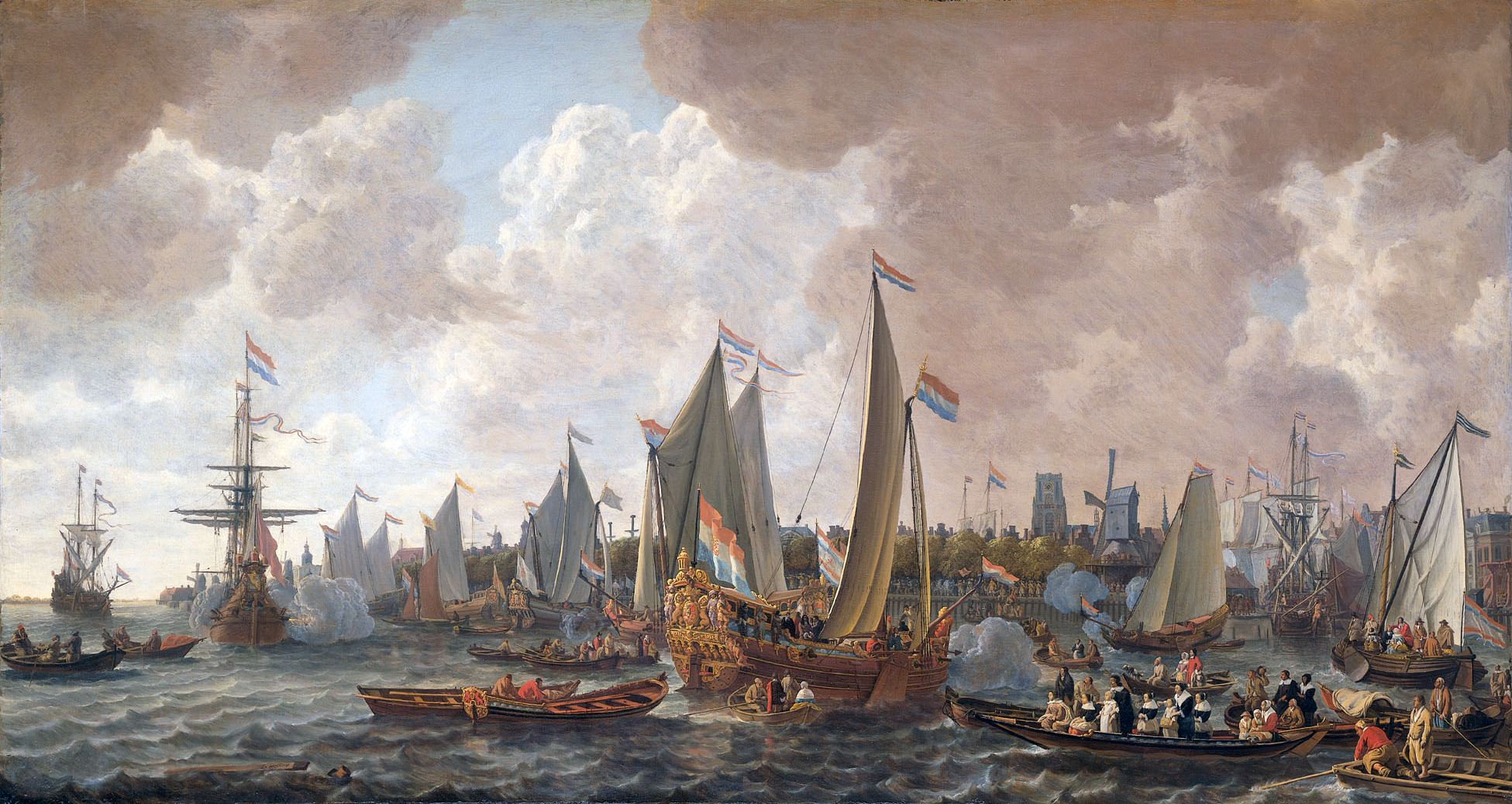
A chegada do rei Carlos II de Inglaterra a Roterdão a 24 de maio de 1660, por Lieve Verschuier (1665).

Lieve Pietersz Verschuier (Roterdão, 1634 — Roterdão, 17 de dezembro de 1686) foi um pintor do Século de Ouro dos Países Baixos especializado em temas marítimos.

## Biografia
Nascido em Roterdão e aparentado com um escultor de talhas de madeira, a sua presença em Amesterdão está documentada em 1651, acreditando-se que tenha aprendido a arte da pintura com o mestre Simon de Vlieger.
Após ter completado os 20 anos de idade, por volta do ano de 1655, viajou para Roma onde permaneceu algum tempo na companhia do seu amigo e colega Jan Vermeer van Utrecht, reforçando as suas relações com Willem Drost e Johann Carl Loth.
De regresso a Roterdão, casou a 24 de Setembro de 1656 com Catharina Akershoeck. Por essa altura permaneceu uma temporada em Inglaterra, o que explicaria algumas pinturas suas de assunto britânico (em particular, o grande incêndio de Londres de 1666). Com o seu regresso aos Países Baixos em 1667 estabeleceu-se em Roterdão, onde comprou uma casa e se especializou na pintura de temas marítimos. Esteve empregado como escultor e pintor durante seis meses de 1674 nos estaleiros do Almirantado. 
A sua pintura de temática marítima continua a atingir grande reputação, reflectindo aspectos ignorados da arte de construção naval daquela época. Para além dos temas navais, também pintou interiores de igreja e paisagens, para além de algumas aguarelas.

## Obras destacadas
- O grande cometa de 1680 sobre Roterdão
- O grande incêndio de Londres (1666)
- A chegada do rei Carlos II de Inglaterra a Roterdão a 24 de maio de 1660, (1665)
- Uma acção da Batalha dos Quatro Dias, de 1 a 4 de junho de 1666
- Uma acção entre a frota holandesa e os piratas berberescos, circa 1670.

## Literatura
- Laurens J. Bol: Die holländische Marinemalerei des 17. Jahrhunderts. Würzburg 1973.
- Jeroen Giltaij, Jan Kelch (Hrsg.): Herren der Meere, Meister der Kunst. Das holländische Seebild im 17. Jahrhundert. Berlijn, Rotterdam 1996, ISBN 90-6918-174-6.
- George S. Keyes: Mirror of empire. Dutch marine art of the seventeenth century. Minneapolis 1990, ISBN 0-521-39328-0.